# 藤島郵便局
藤島郵便局（ふじしまゆうびんきょく）は、山形県鶴岡市にある郵便局。
郵便区番号「999-76」の配達を受け持つ。

## 概要
住所：〒999-7699 山形県鶴岡市藤島古楯跡38

## 郵便区内の無集配郵便局
- 羽前長沼郵便局：〒999-7621　山形県鶴岡市長沼宮前38-1
- 東栄郵便局：〒999-7644　山形県鶴岡市川尻町上18-2
- 八栄島郵便局：〒999-7631　山形県鶴岡市八色木平田114-2

## 沿革
- 1874年（明治7年） - 藤島郵便取扱所として開局[2]。
- 1875年（明治8年）1月1日 - 五等郵便局の藤島郵便局となる[2]。
- 1881年（明治14年）7月 - 四等郵便局となる[2]。
- 1885年（明治18年） - 貯金事務開始[2]。
- 1886年（明治19年）
  - 4月16日 - 郵便為替事務開始[3]。
  - 4月26日 - 三等郵便局となる[4]。
- 1893年（明治26年）7月1日 - 小包郵便取扱開始[5]。
- 1897年（明治30年）
  - 1月21日 - 三等郵便電信局とし、藤島郵便電信局に改称[6]。
  - 3月1日 - 電信為替事務開始[7]。
- 1903年（明治36年）4月1日 - 通信官署官制の施行に伴い藤島郵便局（三等）となる[8]。
- 1910年（明治43年）
  - 9月1日 - 特設電話加入申請受理開始[9]。
  - 10月21日 - 電話通話事務開始[10]。
  - 12月11日 - 電話交換業務開始、併せて託送電報も取扱う[11]。
- 1931年（昭和6年）10月11日 - 集配区内に東栄郵便取扱所設置[12]。
- 1940年（昭和15年）2月11日 - 東栄郵便取扱所が東栄郵便局（三等、無集配）に改定[13]。
- 1950年（昭和25年）2月1日 - 郵便区内に八栄島郵便局（特定局、無集配）開局[14]。
- 1951年（昭和26年）3月31日 - 東栄郵便局にて電話交換業務開始[15]。
- 1956年（昭和31年）11月1日 - 八栄島郵便局にて電話通話および和文電報受付事務開始[16]。
- 1963年（昭和38年）2月20日 - 郵便区内に渡前簡易郵便局開局[17]。
- 1969年（昭和44年）4月9日 - 宮曽根郵便局集配廃止に伴い、その一部を継承[18]。
- 1973年（昭和48年）7月31日 - 藤島郵便局（電話交換及び和文電報配達）及び東栄郵便局（電話交換）にて電気通信業務廃止、鶴岡電報電話局に移管[19][20]。
- 1985年（昭和60年）11月3日 - 風景入通信日附印使用開始[21]。
- 1995年（平成7年）8月1日 - 渡前簡易郵便局が一時閉鎖[22]。
- 1996年（平成8年）3月31日 - 渡前簡易郵便局廃止、藤島郵便局が事務継承[23]。
- 2005年（平成17年）10月1日 - 藤島町が合併し、鶴岡市の郵便局となる[24]。

## 周辺
- 鶴岡信用金庫藤島支店
- 藤島歴史公園